# Nguyễn Phan Quế Mai
Nguyễn Phan Quế Mai (sinh năm 1973) là một nữ nhà văn, nhà thơ người Việt Nam và là tác giả đồng hành của tổ chức Room to Read. Cô là tác giả và dịch giả của 18 quyển sách. Cô sáng tác bằng cả tiếng Anh và tiếng Việt. Các tác phẩm tiếng Việt của cô đã đoạt được các giải thưởng như Giải thưởng thơ năm 2010 của Hội Nhà Văn Hà Nội cho tập thơ Cởi Gió, Giải Nhất Cuộc thi Thơ 1,000 năm Thăng Long-Hà Nội, Giải thưởng Văn học Nghệ thuật Thủ đô. Cô cũng có nhiều bài thơ được phổ nhạc trong đó bài thơ Tổ quốc gọi tên được phổ nhạc thành bài hát nổi tiếng Tổ quốc gọi tên mình. Bắt đầu sáng tác bằng tiếng Anh trong thời gian gần đây, Quế Mai là tác giả của tiểu thuyết The Mountains Sing (Những ngọn núi ngân vang) đã đoạt nhiều giải thưởng quốc tế và trở thành một cuốn sách bán chạy toàn cầu. Quyển tiểu thuyết thứ hai bằng tiếng Anh của cô Dust Child (Bụi đời) sẽ được ấn hành vào năm 2023.

## Cuộc đời
Nguyễn Phan Quế Mai sinh năm 1973 tại Ninh Bình trong một gia đình có bố mẹ vừa làm nghề giáo, vừa làm nghề nông. Năm 1979, gia đình cô di cư vào miền Nam và định cư ở Bạc Liêu vì nhận thấy điều kiện ở đây thuận lợi để phát triển. Tuy bị miệt thị vì là người miền Bắc nhưng việc tiếp xúc với văn hóa hai miền đã giúp Quế Mai trở nên thấu hiểu và đồng cảm với những người xung quanh. Niềm đam mê văn chương bộc lộ trong cô từ sớm. Năm lên 10, cô giấu gia đình tham gia một cuộc thi văn học và đoạt giải. Vì gia đình không ủng hộ sự nghiệp văn chương và cũng vì gia cảnh nghèo nên Quế Mai gác lại ước mơ cầm bút và dành thời gian giúp đỡ gia đình. Với kết quả học tập tốt, cô giành được học bổng của chính phủ Australia. Năm 1992, Quế Mai tốt nghiệp thủ khoa ngành Quản trị kinh doanh Đại học Monash, Úc. Sau khi ra trường, cô tham gia công việc truyền thông đại chúng và hợp tác với các chương trình phát triển Việt Nam và khu vực. Đến năm 2007 thì cô đồng sáng lập và điều hành nhóm tình nguyện Chắp cánh ước mơ để giúp đỡ các bệnh nhi ung thư. Sau đó, cô theo học thạc sĩ và tiến sĩ chuyên ngành viết văn (từ xa) với Đại học Lancaster, Anh Quốc. Năm 2021, cô trở thành thành viên của tổ chức Room to Read.

## Sự nghiệp

### 2008-2014:Trái cấm, Cởi gióvàNhững bí mật của hoa sen
Năm 2008, Nguyễn Phan Quế Mai bắt đầu được chú ý trên thi đàn văn chương Việt Nam với tập thơ đầu tay Trái cấm. Đến năm 2010, cô ra mắt tiếp tập thơ thứ hai mang tên Cởi gió. Tập thơ giúp Quế Mai giành Giải thưởng Hội Nhà văn Hà Nội. Cùng năm cô đoạt giải nhất cuộc thi Thơ về Hà Nội với chùm thơ Hà Nội, Những ngôi sao hình quang gánh, Ta phố. Năm 2014 tập thơ Những bí mật của hoa sen của cô được BOA Editions phát hành tại Hoa Kỳ, qua đó giúp cô trở thành tác giả người Việt đầu tiên có sách được nhà xuất bản này phát hành và trở thành nhà thơ Đông Nam Á đầu tiên có tác phẩm được xuất bản trong loạt ấn phẩm Lannan translations selection series.

### 2015:Tổ quốc gọi tên mình
Năm 2015, Nguyễn Phan Quế Mai cho ra mắt tập thơ Tổ quốc gọi tên mình. Tập thơ bao gồm 99 bài thơ, bao gồm bài thơ Tổ quốc gọi tên ra mắt năm 2011. Bài thơ được nhạc sĩ Đinh Trung Cẩn phổ nhạc thành bài hát Tổ quốc gọi tên mình. Bài hát hiện nay được nhiều tầng lớp dân chúng yêu thích.

### 2019-nay: Tiểu thuyết đầu tayNhững ngọn núi ngân vang
Năm 2019, Quế Mai ra mắt cuốn tiểu thuyết đầu tay Những ngọn núi ngân vang. Tác phẩm kể về những sự kiện lịch sử của Việt Nam thế kỉ 20 thông qua thân phận các thành viên trong bốn thế hệ của gia tộc họ Trần. Cuốn sách đã được dịch ra 10 ngôn ngữ và đoạt 6 giải thưởng quốc tế, trong đó có giải Nhì (runner-up) của Giải thưởng văn học Dayton vì hòa bình năm 2021 và sau đó đã trở thành một cuốn sách bán chạy toàn cầu. Cùng năm, cô ra mắt truyện ngắn Chồi non.
Cuốn tiểu thuyết thứ hai của Quế Mai có tên là Dust child, kể về những trải nghiệm mà những anh chị em lai ở Việt Nam và gia đình của họ đã phải trải qua, cũng như những ám ảnh dai dẳng của chiến tranh Việt Nam.

## Gia đình
Quế Mai lấy chồng người Đức và có hai con, con gái đầu là Mai Clara và con trai là Minh Johann. Cô đã cùng con gái viết quyển sách thiếu nhi Mun ơi, chạy đi!